# المقانع (الحديدة)

تعديل مصدري - تعديل

المقانع هي إحدى قرى مديرية المغلاف، التابعة لمحافظة الحديدة اليمنية، بلغ تعداد سكانها 1788 نسمة حسب الإحصاء الذي أجري عام 2004.